# Apogonichthys ocellatus
Apogonichthys ocellatus és una espècie de peix pertanyent a la família dels apogònids.

## Descripció
- Pot arribar a fer 6 cm de llargària màxima (normalment, en fa 3,2).
- És marronós amb línies fosques i tènues.
- 8 espines i 9 radis tous a l'aleta dorsal i 2 espines i 8 radis tous a l'anal.
- Presenta una franja obliqua de color marró a sota de l'ull.
- Té un gran punt negre a la primera aleta dorsal.[6][7][8]

## Hàbitat
És un peix marí, associat als esculls costaners i de clima tropical (32°N-28°S) que viu entre 1 i 5 m de fondària en llacunes protegides i ports, i amagat entre roques, runes o àrees d'algues brunes.

## Distribució geogràfica
Es troba des de l'Àfrica oriental fins a les illes Marqueses, les Tuamotu, el sud del Japó, el sud de la Gran Barrera de Corall i la Micronèsia.

## Observacions
És inofensiu per als humans i de costums nocturns.